# Lake Canopus
Canopus är en sjö i Antarktis. Den ligger i Östantarktis. Nya Zeeland gör anspråk på området. Canopus ligger 65 meter över havet.